# Protracheoniscus desertorum
Protracheoniscus desertorum är en kräftdjursart som beskrevs av Karl Wilhelm Verhoeff1930. Protracheoniscus desertorum ingår i släktet Protracheoniscus och familjen Trachelipodidae. Inga underarter finns listade i Catalogue of Life.